# Stamatía Skarvelis
Stamatía Skarvelis (17 de agosto de 1995) es una deportista de Grecia que compite en atletismo. Ganó una medalla de bronce en el Campeonato Europeo de Atletismo por Equipos de 2021, en la prueba de lanzamiento de martillo.